# Mimbi
O Mimbi é um instrumento musical semelhante a uma buzina confeccionado artesanalmente pelos índios da Amazônia. São utilizados em festas de plantação e de colheita, nos ritos da puberdade e nas cerimônias de guerra e religiosas.